# Rudtjärnen (Håsjö socken, Jämtland)
Rudtjärnen är en sjö i Bräcke kommun i Jämtland och ingår i Ljungans huvudavrinningsområde.